# Orechovo (stanice metra v Moskvě)
Orechovo (rusky Орехово) je stanice moskevského metra na Zamoskvorecké lince v její jižní části. Pojmenována je podle okolní městské čtvrti.

## Charakter stanice
Stanice Orechovo je podzemní, hloubená, mělce založená stanice (9 m hluboko, koncipovaná podle unifikovaného projektu s ostrovním nástupištěm podpíraným dvěma řadami). Má dva výstupy, vedoucí každý do podpovrchového mělce založeného vestibulu, z nichž vedou další výstupy na pouliční úroveň. Jeden je po pevném schodišti, druhý po tříramenných eskalátorech.
Obklad stanice je v bílé barvě, stěny i sloupy na nástupišti obkládá mramor právě v této barvě. V jednom z vestibulů je nad eskalátory umístěna bronzová plastika s tématem ochrany přírody. Orechovo slouží svému okolí již od svého otevření v roce 1984.